# Lothar Jeck
Lothar Jeck (* 25. April 1898 in Basel; † 21. September 1983 ebenda) war ein Schweizer Fotograf und Sportreporter.

## Leben und Werk

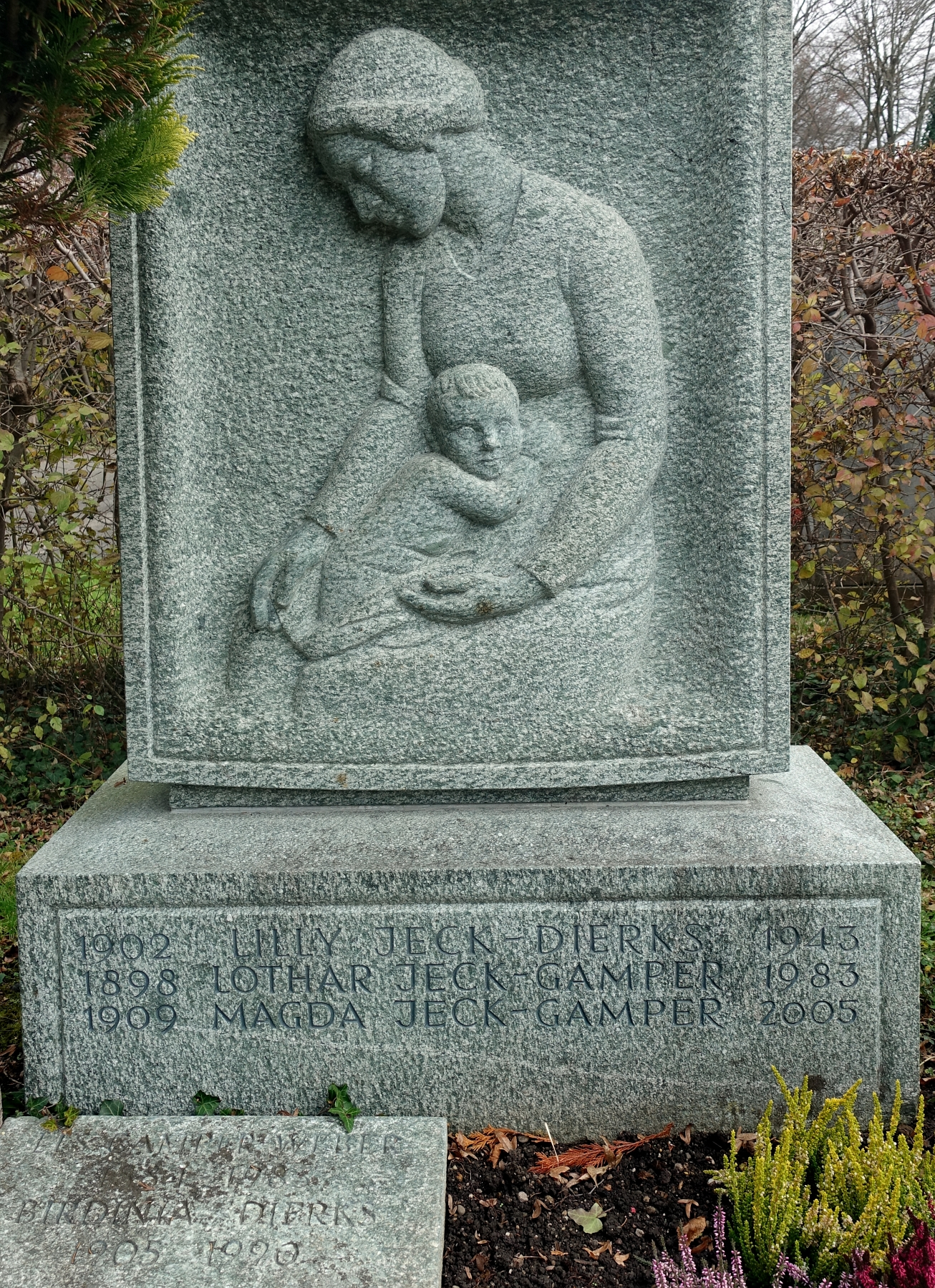
Grab auf dem Friedhof am Hörnli.

Lothar Jeck war ein Sohn des Tapezierers Viktor und absolvierte von 1913 bis 1917 eine Lehre als Fotolaborant und Fotograf im Fotostudio von Wilhelm Dierks (* 8. Dezember 1870 in Oldenburg; † 21. Oktober 1940 in Basel). Während der Lehrzeit lernte er Dierks Tochter Lily (1902–1943) kennen, die er 1923 heiratete. 
Von 1919 bis 1923 arbeitete er in verschiedenen Fotostudios und erhielt 1924 den ersten Preis in einem Fotowettbewerb des Basler Zoos. Im gleichen Jahr eröffnete er mit seiner Frau sein Fotogeschäft am Spalenberg 26 und fotografierte bis 1948 für Ringier zahlreiche Reportagen für die Schweizer Illustrierte-Zeitung. Zudem betrieb er an der Grünpfahlgasse seinen eigenen Schaukasten und konnte so seine Fotografien der Öffentlichkeit bekannt machen.
1939 erwarb er an der Gerbergasse 80 eine Liegenschaft und verlegte sein Geschäft dorthin. Nach dem Tod seiner Frau 1943, heiratete er Magda, geborene Gamper (1909–2005). 1951 eröffnete er ein Porträtstudio an der Falkenstrasse 33, das von seinem Sohn, einem Porträtfotograf, geführt wurde. 1962 trat Sohn Rolf Walter (* 7. Februar 1935) zusammen mit seiner Frau in das Geschäft ein. 1971 trat Lothar Jeck aus dem Geschäft aus. 1983 erfolgte im Museum für Gestaltung Zürich eine Gedenkausstellung.
Jeck war auch ein begeisterter Fotograf der Basler Fasnacht. Seine Fotoreportagen u. a. über die Arbeitslosigkeit, Hitlers Ernennung zum Reichspräsident, die Olympischen Spiele in Berlin, das Warschauer Ghetto, die Generalmobilmachung, die Anbauschlacht und über zahlreiche Sportarten sowie das alltägliche Leben stellen einen hohen zeit- und sozialgeschichtlichen Wert dar. Jeck stellte  seine Fotografien auch in zahlreichen Einzel- und Gruppenausstellungen aus.
Lothar Jeck fand seine letzte Ruhestätte auf dem Friedhof am Hörnli.